# Памятник Тамбовскому мужику
Па́мятник Тамбо́вскому Мужику́ — скульптурный памятник, посвящённый восставшим крестьянам, принимавшим участие в Тамбовском восстании 1920—1921 годов. Расположен на Кронштадтской площади в Тамбове. Выполнен по проекту архитектора Александра Филатова в 2007 году.

## История
Тамбовское восстание было одним из самых крупных во время Гражданской войны в России крестьянских восстаний против власти коммунистов. Называется иногда «антоновщиной» по фамилии фактического руководителя восстания, начальника штаба 2-й повстанческой армии, члена партии эсеров Александра Антонова. В советской историографии — «Антоновский мятеж». Командующим Объединённой партизанской армией и председателем Союза трудового крестьянства (СТК) был Пётр Токмаков. До краха советской системы и определённое время после неё было немыслимым установка в Тамбове монумента памяти восставших, хотя вопрос об увековечивании их памяти на повестке местных властей поднимался неоднократно. Ранее возведенный в Тамбове 24 июня 2000 г. на собранные народом деньги «Памятник погибшим участникам народного крестьянского восстания в Тамбовской губернии» был снесён и уничтожен неизвестными в ночь на 1 мая 2001 г. после угроз озвученных по тамбовскому радио депутатом областной думы от КПРФ В. Е. Чанцевым, который заявил, что приложит все силы к его уничтожению. Закладной камень памятника жертвам Крестьянского восстания на Тамбовщине уничтожался несколько раз в течение многих лет.

## Установление
Памятник был установлен 4 ноября 2007 года, в день народного единства на Набережной части города в парке Сочи. Первоначально памятник был выполнен из бетона и окрашен металлизированной краской. И только 12 июня 2008 года состоялось открытие обновлённой версии памятника отлитого из бронзы.
Трёхметровая скульптура землепашца, расположенная на облицованной гранитом невысокой круглой площадке в центре парка, попирает плугом пулеметную ленту и политические лозунги. Он стоит босой, ободранный, с крестом на шее, на клочке своей земли и с тоской смотрит в небо и на Покровский собор. По замыслу авторов, скульптора В. С. Острикова и архитектора А. А. Филатова, фигура символизирует собой тамбовское крестьянство начала XX века. Примечательно, что в начале 1920-х годов XX века в этом месте располагался концентрационный лагерь для участников этого крестьянского восстания под предводительством Александра Антонова и лиц, заподозренных в нелояльности к советской власти.

## В культуре
В 2011 году Почта России выпустила серию марок и почтовых конвертов с изображением памятника Мужику. Силуэт памятника Тамбовскому мужику был принят за основу специального регионального знака качества «Тамбовские товары». Этим знаком планируется маркировать продукцию тамбовских товаропроизводителей, чьё высокое качество будет подтверждено независимой экспертизой.